# (7992) Yozan
(7992) Yozan est un astéroïde de la ceinture principale.

## Description
(7992) Yozan est un astéroïde de la ceinture principale. Il fut découvert le 28 novembre 1981 à Tokai par Toshimasa Furuta. Il présente une orbite caractérisée par un demi-grand axe de 3,10 UA, une excentricité de 0,32 et une inclinaison de 9,5° par rapport à l'écliptique.

## Compléments